# The Pyongyang Times
The Pyongyang Times – północnokoreański, anglojęzyczny tygodnik wydawany w stolicy Korei Północnej, Pjongjangu, przez Wydawnictwo w Językach Obcych KRLD (Foreign Languages Publishing House of DPR Korea). Jest obcojęzyczną edycją miejscowej gazety „Pyongyang Sinmun”.
Pierwszy numer pojawił się 6 maja 1965 i miał osiem stron. Dziś jest dostępny w ponad stu krajach na całym świecie, a ponieważ jest wydawany po angielsku, jego dziennikarze szkolą się za granicą. Gazeta posiada też własną stronę internetową prowadzoną w kilku językach.
W Korei Północnej tygodnik rozprowadzany jest w hotelach, na lotniskach i innych miejscach, w których przebywają obcokrajowcy.

## Zawartość
Tak jak we wszystkich koreańskich mediach państwowych większość artykułów, które zamieszcza gazeta poświęconych jest Kim Dzong Unowi. Struktura opiera się zwykle na takim samym schemacie. Strona tytułowa najczęściej poświęcona jest Kimowi; opisywane są jego wizyty w różnych instytucjach i wychwalane przywództwo. Na kilku kolejnych stronach podawane są szczegóły technologicznych i ideologicznych dokonań koreańskiego narodu i propaganda przeciwko Korei Południowej, Japonii, Stanom Zjednoczonym oraz innym krajom, które Korea Północna uważa za wrogie. Na końcu znajdują się „wiadomości ze świata”, choć zwykle umieszczane są tam informacje dotyczące innych narodów socjalistycznych.

## Propaganda
W gazecie często ukazują się różne informacje o Korei Południowej, szczególnie w odniesieniu do rzekomo nieprzestrzeganych praw człowieka. Tygodnik twierdzi, że 50% Koreańczyków z południa jest bezrobotnych, 57,6% jest zakażonych gruźlicą, a amerykańscy żołnierze z AIDS są celowo tam umieszczani, w ramach świadomej polityki zarażenia miejscowej populacji. 31 maja 1986 r. pojawił się artykuł krytykujący decyzję o przyznaniu Letnich Igrzysk Olimpijskich Korei Południowej w 1988. Napisano w nim m.in. że jeśli olimpiada się tam odbędzie, „wielu sportowców i turystów może spotkać śmierć i zarażenie AIDS”. Dodano też, że Korea Północna to jedyny kraj na świecie, w którym nie ma żadnych chorych na HIV/AIDS.
W 2007 kiedy kraj nawiedziła wielka powódź, gazeta stosunkowo otwarcie i szczegółowo opisała zniszczenia do jakich doszło. Oświadczyła, że 20 300 domów zostało zniszczonych, 223 000 hektarów pól uprawnych zalanych, a „kilkaset” osób zginęło.